# Marcello Perrino
Marcello Perrino (Nàpols, 1765 - [...?], vers el 1814) fou un compositor i musicòleg italià.
Estudià la carrera d'advocat, que exercí poc temps per dedicar-se per complet a la música, sent nomenat el 1806 director del Col·legi de Música de Sant Sebastià de Nàpols.
Deixà les òperes Ulisse nell'isola de Circe i L'Olimpiade, una Passió, un Christus, un Miserere, etc., tot d'un mèrit escàs. També publicà un mètode, Osservazzioni sul canto (2.ª ed., Nàpols, 1810), que fou traduït al francès.